# عملية الديك 53
كانت عملية تارنيغول 53 (بالعبرية: מבצע תרנגול 53، عملية الديك 35) عملية عسكرية إسرائيلية جَرّت خلال حرب الاستنزاف بهدف الإستيلاء على رادار مصري من نوع بي-12. وغالباً ما يشار إلى ها بالمرادف الإنجليزي لها (روستر ,Rooster)، وقد جرت ما بين ليلة 26 و27 ديسمبر 1969. وشاركت فيها عناصر من الكتيبة 50 التابعة للواء ناحال وعناصر من وحدة النخبة للمظليين الإسرائيليين سرية الاستطلاع سييرت تزانحانيم والقوات الجوية الإسرائيلية.

## خلفية تاريخية
كانت حرب الاستنزاف على أشدها على طول قناة السويس، حيث حاولت مصر استعادة شبه جزيرة سيناء، التي احتلتها إسرائيل خلال حرب 67. قبل الحرب كانت مصر قد مصر كمية كبيرة من المعدات العسكرية من الاتحاد السوفيتي، بما في ذلك دبابات وأنظمة رادار وأسلحة أخرى. وخلال حرب 67، استولت إسرائيل على بعض هذه الشحنات من الأسلحة، مما أتاح لها معرفة الكثير من المعلومات الاستخباراتية حول نقاط الضعف في الدفاع الجوي المصري. ومع وصول أنظمة تسليح جديدة إلى مصر بعد 67، اجتهدت إسرائيل بقوة لمعرفة كيفية التعامل مع هذه الأنظمة. وأظهرت طلعات الاستطلاع أن نظام رادار بي-12 قد نُصبّ بالقرب من شاطئ رأس غارب. وبدلاً من محاولة تدميره بضربة جوية، وُضعت خطة للإستيلاء عليه.

## التخطيط للعملية
بدأ التخطيط للعملية في 24 ديسمبر 1969. وبعد الحصول على موافقة قيادة الجيش الإسرائيلي حسب التسلسل، بدأ التدريب على نقل أنظمة الرادار التي استولت عليها إسرائيل خلال حرب 67. ووقع الاختيار على مروحيات سي إتش-53 سي ستاليون لنقل الرادار المستهدف إلى الأراضي الإسرائيلية.

## العملية
أنطلقت العملية في الساعة التاسعة مساءً. في يوم 26 ديسمبر. حيث بدأت طائرات سكاي هوك والفانتوم بمهاجمة القوات المصرية على طول الضفة الغربية لقناة السويس والبحر الأحمر. للتخفيف من ضجيج المروحيات المهاجمة، حيث شقت ثلاث مروحيات سوبر فريلون تحمل المظليين الإسرائيليين طريقها نحو الغرب باتجاه هدفهم. واتخذت طريقها بحرص حتى لا ترصد مسبقاً، وعقب إبرارهم تغلبّ المظليون على القوة المصرية القليلة التي تحمي الرادار وسرعان ما سيطروا على الموقع. وبحلول الساعة الثانية من صباح يوم 27 ديسمبر، كان المظليون قد انتهوا من حل مكونات محطة الرادار وأعدوا الأجزاء المختلفة لطائرات سي إتش-53، التي استدعوها من البحر. حملت واحدة منهم عربة الاتصالات وهوائي الرادار، بينما أخذت الأخرى الجزء الأثقل من الرادار ذي الأربعة أطنان نفسه. وعادت المروحيتان عبر البحر الأحمر إلى سيناء التي تسيطر عليها إسرائيل.

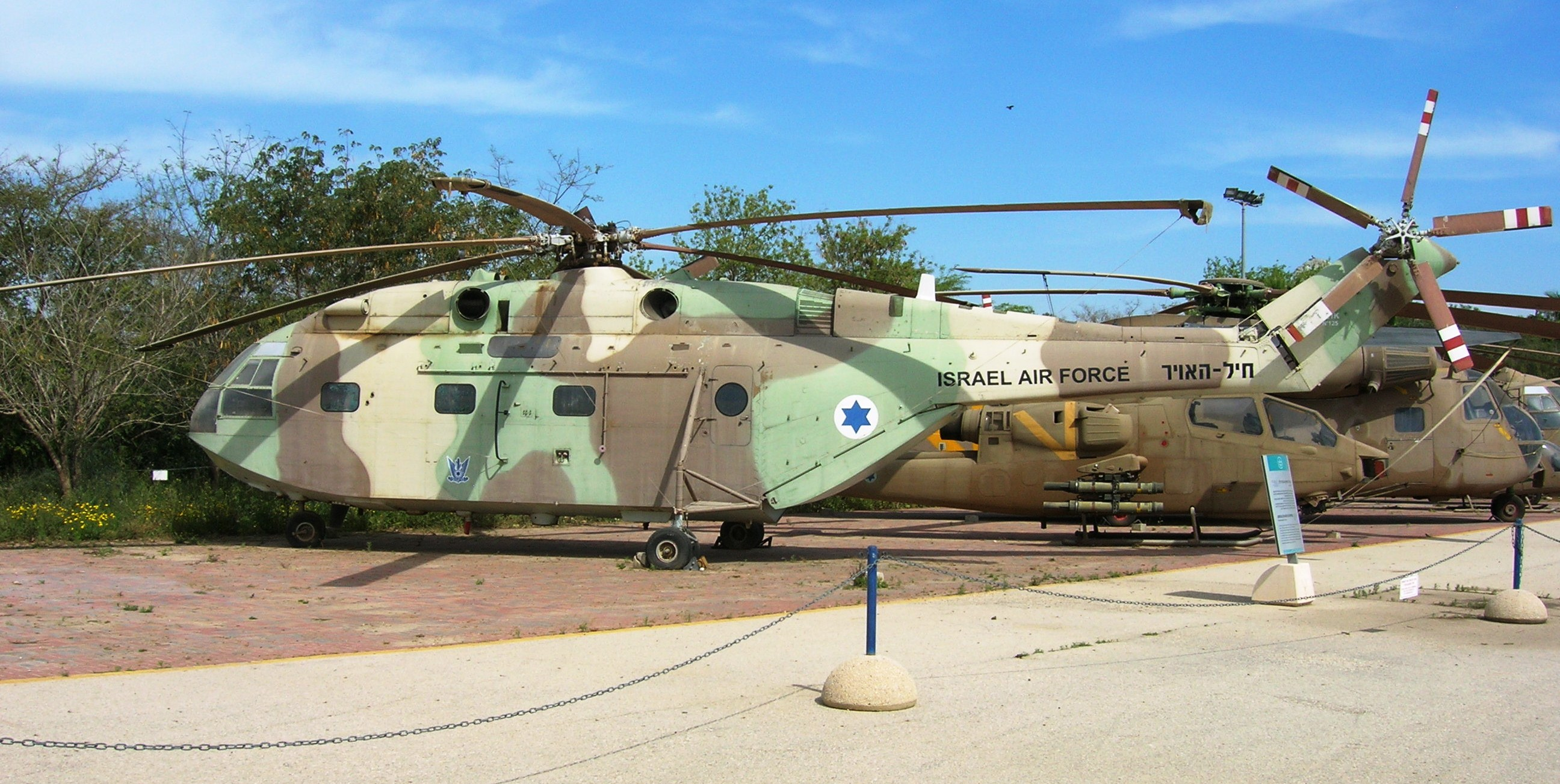
سوبر فريلون في متحف القوات الجوية، حتسريم، إسرائيل

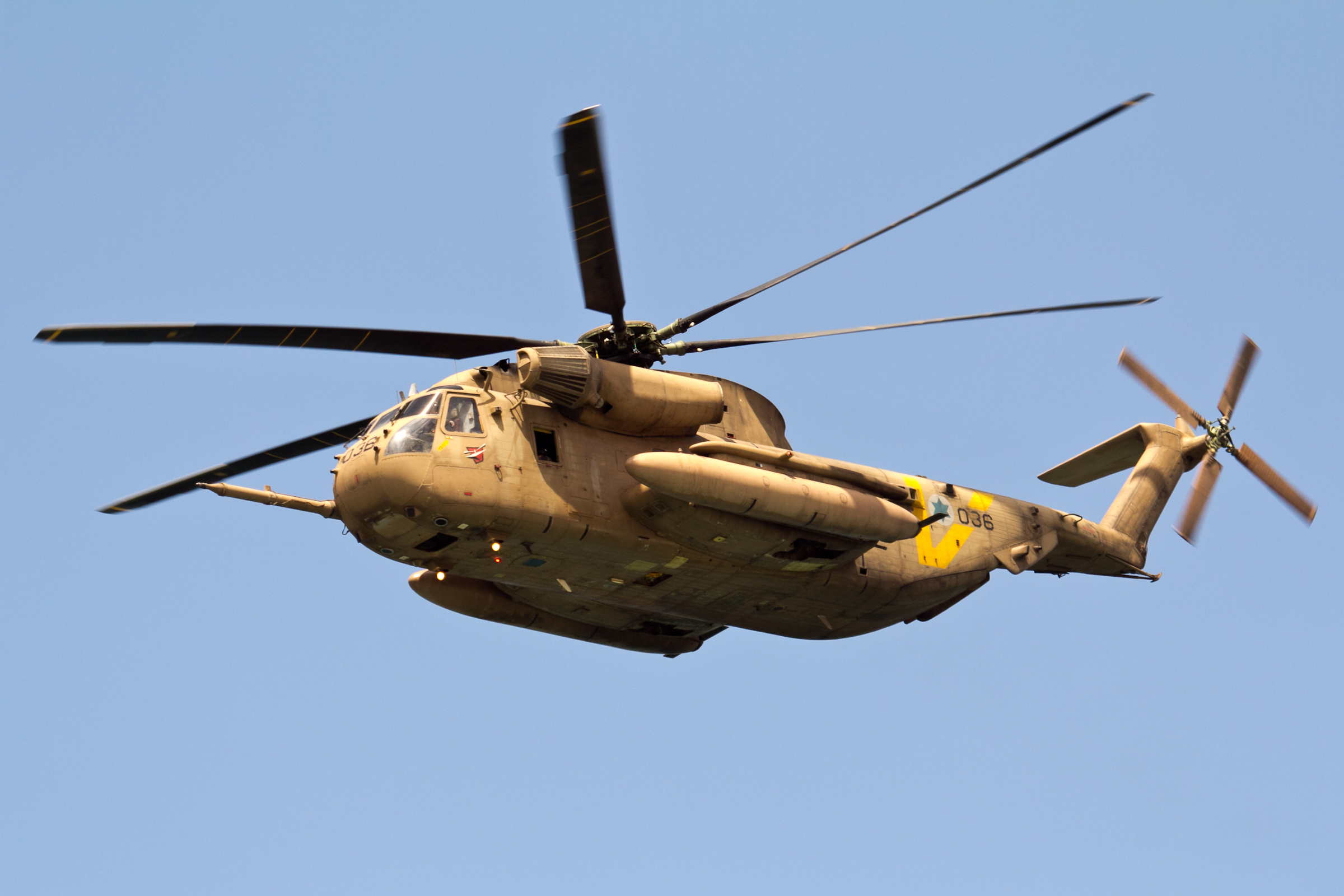
سي إتش-53 سي ستاليون (ياعسور) إسرائيلية